# Frank Clement
Frank Charles Clement (Berkhamsted, 15 de junho de 1886 – Hexham, 15 de janeiro de 1970) foi um piloto britânico que, junto com o canadense John Duff, venceu as 24 Horas de Le Mans em 1924. Clement foi recrutado por WO Bentley como piloto de testes para a Bentley Motors . Ele foi escolhido pela empresa para dirigir nas primeiras 24 Horas de Le Mans em 1923 com John Duff. Única equipe britânica no evento, a dupla terminou a corrida em quarto lugar, depois de lutar pela liderança durante grande parte da corrida. No ano seguinte, Duff voltou com seu Bentley e os dois venceram a corrida contra vários Lorraine-Dietrichs e Chenard-Walckers.
Em uma tentativa de ganhar a Copa Trienal Rudge-Whitworth, os dois pilotos permaneceram emparelhados em 1925, e Bentley ofereceu mais suporte adicionando um segundo carro à equipe. No entanto, o carro deles falhou no meio do evento e não foi capaz de terminar. Bentley melhorou para uma equipe de três carros em 1926, e Clement foi designado para codirigir com George Duller, embora mais uma vez o carro não conseguisse terminar. Em 1929 Clement mais uma vez foi capaz de correr todo o evento com um Bentley, ganhando em quarto lugar. Clement correu sua última Le Mans em 1930, terminando em segundo lugar, antes de Bentley decidir não continuar na Le Mans no ano seguinte.